# Endoskopi
Endoskopi er en lægevidenskabelig metode hvor man med avanceret udstyr kan se direkte ind i kroppens hulrum. Der er udviklet optisk udstyr til undersøgelse-diagnostik og behandling gennem stort set alle kroppens åbninger.
Fiberskopet blev opfundet i 1951 af Holger Møller Hansen Ideen blev overtaget 20 år senere af det japanske firma Olympus og sat i produktion.

## Virkemåde
I princippet indføres en bøjelig rørformet kikkert i kroppen. I spidsen af denne er der et optisk system samt lys, der genereres i en lysgenerator, og føres til endoskopets spids med lysfibre. Optikken opfanger billedet, og samler det på en elektronisk chip, ligeledes i spidsen af skopet, og sender et videobillede tilbage gennem skopet til en billedgenerator, og herfra til en videoskærm. I endoskopet er der oftest en eller flere få mm brede "arbejdskanaler", hvorigennem operatøren kan indføre forskellige instrumenter, f.eks vævsprøvetænger (biopsitang), knive, polypslynger, brændeelektroder, injektionskanyler m.m.

## Varianter
De hyppigste endoskoper er
1. Gastroskop (ØsofagoGastroDuodenoskop) til undersøgelse af spiserør, mavesæk og tolvfingertarm
2. Sigmoideoskop til undersøgelse af de nederste 70 cm af tarmen (sigmoideum)
3. Koloskop til undersøgelse af hele tyktarmen (colon) og de nederste cm af tyndtarm
4. Laryngoskop til undersøgelse af de øvre luftveje
5. Bronchoskop til undersøgelse af lungernes bronkietræ
6. Otoskop til øreundersøgelse
7. Laparoskop til undersøgelse/behandling af organer i bughulen (Laparoskopi)
8. Koledokoskop til galdevejsundersøgelser
9. Arthroskop til ledundersøgelser
10. Cystoskop til blæreundersøgelser
11. Urethroskop til urinrørsundersøgelse
12. Ureteroskop til undersøgelse af urinledere

## Eksterne links
- Resources for people who use endoscopes. Arkiveret 22. oktober 2013 hos  Wayback Machine
- Diagnostic and Therapeutic Endoscopy – Open-Access Journal Arkiveret 11. maj 2008 hos  Wayback Machine
- DAVE Project Arkiveret 8. juni 2008 hos  Wayback Machine, Digital Atlas of Video Education – Gastroenterology
- Global Rating Scale Arkiveret 1. juli 2008 hos  Wayback Machine, GRS – Quality Assurance for Endoscopy
- Endoscope Repair Parts Arkiveret 26. maj 2019 hos  Wayback Machine
- "How I Do It" — Removing large or sessile colonic polyps Arkiveret 11. april 2008 hos  Wayback Machine. Dr. Brian Saunders MD FRCP; St. Mark’s Academic Institute; Harrow, Middlesex, UK. Retrieved April 9, 2008.